# Коми-пермяки

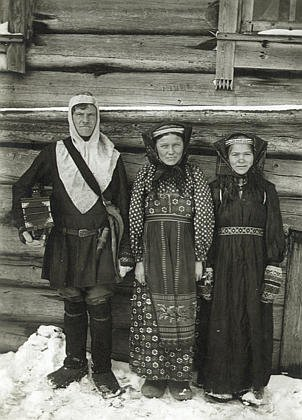

Ко́ми-пермяки́, или пермяки (самоназвание — коми морт, коми отир, коми-пермяккез) — народ финно-угорской группы, проживающий в России. До 1920-х гг. называли себя пермичами или пермянами. Их численность в 2010 году составляла 95 тысяч человек. Проживают на северо-западе Пермского края: на территории административно-территориального образования в составе края — Коми-Пермяцкого округа, в Красновишерском муниципальном районе, по реке Язьве — язьвинские пермяки, в Кировской области (в Афанасьевском муниципальном районе) — зюздинские пермяки. На реках Иньва и Нердва (Кудымкарский и Юсьвинский районы Пермского края) — иньвенские коми-пермяки.
Исторически занимались охотой и рыболовством, пашенным земледелием, животноводством. В настоящее время основные занятия коми-пермяков — сельское хозяйство и работа в лесной промышленности.

## Этноним
Этноним «пермь» («пермяне»), скорее всего, заимствован у вепсов, в языке которых имеется выражение пера маа, что означает «земля, лежащая за рубежом».

## Демография

### Доля коми-пермяков по районам и городам России (по переписи 2010 года)
(указаны муниципальные образования, где доля коми-пермяков в численности населения превышает 5 %):

Расселение пермяков, 1860 г.

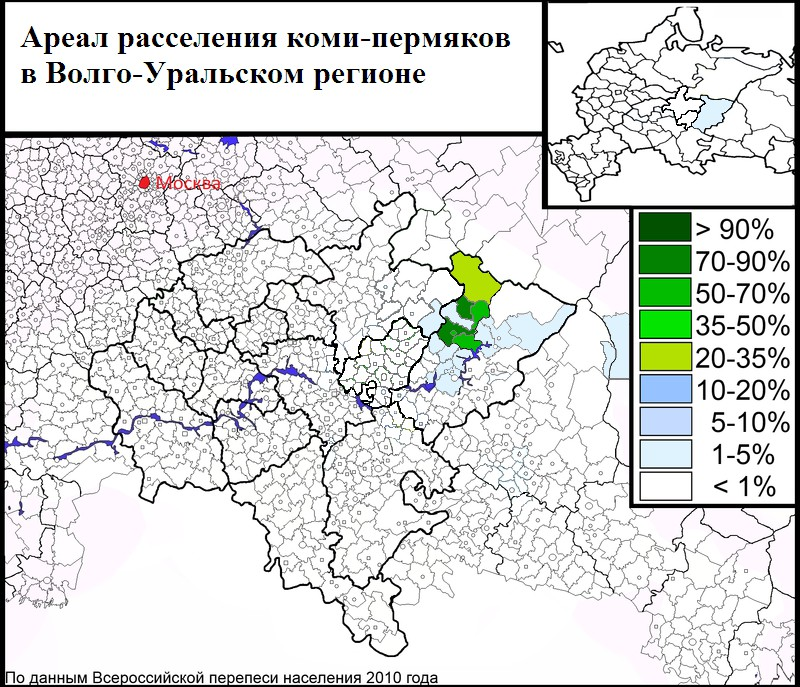
Ареал расселения коми-пермяков. По данным Всероссийской переписи 2010 года.

| муниципальный район, городской округ | Субъект РФ | % коми-пермяков |
| Кудымкарский МР                      | Пермский   | 80,8            |
| Кочевский МР                         | Пермский   | 71              |
| Косинский МР                         | Пермский   | 65              |
| Юрлинский МР                         | Пермский   |                 |
| Кудымкарский ГО                      | Пермский   | 51,8            |
| Юсьвинский МР                        | Пермский   | 51              |
| Гайнский МР                          | Пермский   | 29,3            |

## Антропология
В конце XIX — начале XX века в Энциклопедическом словаре Брокгауза и Ефрона внешность коми-пермяков была описана следующими словами:

«Пермяки ростом ниже среднего, имеют сложение более слабое, чем у коренных русских; волосы по преимуществу белокурые, русые или рыжеватые, глаза серые, нос часто вздёрнутый, лицо широкое, борода небольшая, хотя встречаются особи и с тёмно-русыми волосами, карими глазами, смуглой кожей, более продолговатым лицом и тонким носом».

Краниологический тип коми-пермяков характеризуется как локальный прикамский вариант европеоидной расы и сближается с удмуртами (кроме среднечепецких) и населением ломоватовской культуры.
По мнению некоторых краеведов, часть населения современных севера и северо-востока Кировской области, Пермского края и Свердловской области (исключая северо-восточную часть) являются потомками коми-пермяков. Начиная с XV века при колонизации новгородцами и жителями Ростовского княжества, затем Московского государства, Северного Приуралья, а затем и Зауралья, местные коми-пермяки и манси часто перенимали русский язык и севернорусскую культуру и впоследствии считали себя русскими, смешиваясь с пришлым русским населением. Также коми-пермяки вместе с коми-зырянами участвовали в колонизации русскими Сибири и влились в состав старожильческого населения Сибири, что получило отражение в некоторых современных фамилиях. В 1897 году в Российской Империи насчитывалось примерно 105 тысяч человек, которые указывали родным языком коми-пермяцкий.

## Этногенез
Процесс складывания коми-пермяков в единое этническое образование начался с V в. Предками коми-пермяков считаются племена родановской археологической культуры IX—XV  вв.
В 1472 г. территория расселения коми-пермяков вошла в состав Московского государства.
По результатам Всероссийской переписи 1897 года коми-пермяки (родной язык — пермяцкий), проживали в следующих губерниях:
| Губерния        | Мужчин | Женщин | Всего  |
| --------------- | ------ | ------ | ------ |
| Пермская        | 43049  | 49592  | 92641  |
| Вятская         | 4856   | 5608   | 10464  |
| Другие губернии | 929    | 657    | 1404   |
| Всего в империи | 48834  | 55857  | 104691 |

Процесс консолидации коми-пермяцкого этноса завершился после образования автономии в 1925 г.

## Язык
Коми-пермяцкий язык относится к пермской группе финно-угорской ветви уральской семьи. Почти все коми-пермяки двуязычны, пользуются русским языком, особенно за пределами округа, в северной его части и в столице округа — Кудымкаре. Язык язьвинских коми иногда считают отдельным языком, так как он отличается некоторыми особенностями и для него был издан отдельный букварь.

## Религия
Верующие коми-пермяки исповедуют православие, есть старообрядцы.